# Milovan Glišić
Œuvres principales
- Glava šećera (1875)
- Prva brazda (1885)
- Podvala (?)
- Dva cvancika (?)
- Roga (?)

Milovan Glišić (en serbe cyrillique : Милован Глишић ; né le 19 janvier 1847 à Gradac près de Valjevo et mort le 1er février 1908 à Dubrovnik) est un écrivain serbe réputé, un dramaturge et un théoricien de la littérature. Son style est parfois comparé à celui de Nicolas Vassiliévitch Gogol, écrivain ukrainien[réf. nécessaire].